# Cuencas de Colombia

Ríos de Colombia.

El río Magdalena es el más importante de Colombia; discurre hacia el norte entre las cordilleras Oriental y Central, cruzando prácticamente todo el país, y desemboca en el mar Caribe cerca de la ciudad de Barranquilla, después de un curso de aproximadamente 1.540 km. 
El río Cauca también es un importante curso fluvial y medio de comunicación; fluye hacia el norte entre las cordilleras Central y Occidental, y se une con el Magdalena unos 320 km antes de llegar al mar Caribe. 
Al oeste de la cordillera Occidental corre el río Atrato, que cruza la selva húmeda del Océano Pacífico, siendo la principal vía de transporte en la región, y desemboca en el golfo de Urabá, en el mar Caribe. 
A la cuenca occidental o del Pacífico pertenecen, entre otros, los ríos San Juan (propuesto como ruta fluvial a unir con el Atrato para una vía Atlántico-Pacífico) y Patía, que forma la depresión del Patía al cruzar la cordillera Occidental antes de desembocar en el Pacífico. 
El Putumayo y el Caquetá discurren por el sureste del país y desembocan en el Amazonas.
- Datos: Q8352405